# Allen Durham
Allen Durham (* um 1910; † nach 1945) war ein US-amerikanischer Jazz- und Rhythm-&-Blues-Musiker (Posaune).
Allen Durham war ein Cousin von Eddie Durham und arbeitete ab den späten 1920er-Jahren in Kansas City in Andy Kirks Clouds of Joy, wo er Flip Benson ersetzte. Die Soli von Durham und Mary Lou Williams gelten als beste Beiträge in Andy Kirks frühem Titel „Cloudy“ (Brunswick 1929). Weitere Aufnahmen entstanden in dieser Zeit mit John Williams and His Memphis Stompers („Somepin’ Slow and Low“). 1936 trat er in der Jazzband von Louis Armstrong in dem Musikfilm Pennies from Heaven (Regie Norman Z. McLeod) auf.
In den folgenden Jahren gehörte Durham den Swingbands von Les Hite (1940–1942), Fletcher Henderson, Lionel Hampton (1944) und Buddy Banks an. 1945 wirkte er (u. a. mit Banks) bei Marion Abernathys Song „Voo It! Voo It!“ mit; der R&B-Titel gelangte (unter dem Pseudonym The Blues Woman) 1946 auf #4 der „Race Records“ Charts. Der Diskograf Tom Lord listet seine Beteiligung zwischen 1929 und 1945 an 33 Aufnahmesessions. außerdem mit T-Bone Walker („T-Bone Blues“) und Dinah Washington.